# Caraipa ampla
Caraipa ampla är en tvåhjärtbladig växtart som beskrevs av Adolpho Ducke. Caraipa ampla ingår i släktet Caraipa och familjen Calophyllaceae. Inga underarter finns listade i Catalogue of Life.